# Teuthowenia
Teuthowenia is een geslacht van inktvissen uit de  familie van de Cranchiidae.

## Soorten
- Teuthowenia maculata (Leach, 1817)
- Teuthowenia megalops (Prosch, 1849)
- Teuthowenia pellucida (Chun, 1910)

### Synoniemen
- Teuthowenia (Ascoteuthis) Berry, 1920 => Megalocranchia Pfeffer, 1884
- Teuthowenia (Ascoteuthis) corona Berry, 1920 => Teuthowenia corona Berry, 1920 => Megalocranchia corona (Berry, 1920)
- Teuthowenia antarctica Chun, 1910 => Galiteuthis glacialis (Chun, 1906)
- Teuthowenia corona Berry, 1920 => Megalocranchia corona (Berry, 1920)